# Tiedong (Anshan)
Der Stadtbezirk Tiedong (chinesisch 铁东区, Pinyin Tiědōng Qū) ist ein Stadtbezirk der bezirksfreien Stadt Anshan in der chinesischen Provinz Liaoning. Er hat eine Fläche von 153,1 Quadratkilometern und zählt 511.574 Einwohner (Stand: Zensus 2020).

## Administrative Gliederung
Auf Gemeindeebene setzt sich der Stadtbezirk aus dreizehn Straßenvierteln zusammen. 